# Feria de conocimiento
Las ferias de conocimiento son eventos interactivos y dinámicos proyectados para mostrar y compartir información sobre temas diversos.  Las ferias de conocimiento pueden ser internas a una organización o abiertas al público.  Estimulan a los participantes a interactuar de manera orgánica sobre temas de interés común.  Este tipo de evento impulsa a todos aquellos que participan a colaborar de modo activo e influye hacia un cambio interior y entre las organizaciones.  Es uno de los mecanismos más difusos para compartir el conocimiento.

## Objetivos
Una feria del conocimiento tiene como objetivo:[cita requerida]
- Dar una oportunidad a los socios a difundir los resultados alcanzados, mostrar los propios productos y programas a posibles donantes, responsables de las políticas y otras instituciones que podrían ser potenciales socios.
- Facilitar la creación de redes de los participantes y promover la cooperación Sur-Sur sobre los temas compartidos.   La creación de redes o redes sociales es la base de la concepción de (compartir el conocimiento)  y de la gestión del conocimiento.  Anima a las personas a interactuar entre ellas, a compartir ideas y recursos y a aplicar las soluciones en el propio trabajo para alcanzar mejores resultados.  El tiempo que se dedica a las creación de redes es una constante en las ferias de conocimiento y se realizan normalmente durante la pausa para el café.
- Ayudar a los participantes a beneficiarse de las experiencias de los demás.
- Estimular el interés por colaboraciones futuras y el desarrollo de nuevos programas y proyectos.

Eventos de este tipo enseñan conocimientos y experiencias de modo que facilita la asimilación y la puesta en práctica de todos aquellos que participan.  En este sentido la feria del conocimiento no es sólo compartir: significa “trabajo en equipo”, “ayudarse mutuamente” y colaboración en todos sus aspectos.
Las ferias también son un catalizador de innovaciones. Están pensadas y programadas para animar el descubrimiento de novedades y para alcanzar resultados a través de la puesta en práctica de las ideas innovadoras.[cita requerida]

## Organizar una feria del conocimiento
El formato de una feria de intercambio de conocimiento también comprende la puesta en práctica de métodos e instrumentos específicos para compartir el conocimiento. Anima firmemente la interacción entre los participantes, por este motivo necesita una planificación minuciosa.  Aunque la feria tiene como objetivo el intercambio espontáneo de ideas y es informal, la improvisación es bien acogida en el flujo de pensamientos y en los contenidos, pero no durante el planteamiento y la organización.